# 河和田村 (茨城県)
河和田村（かわわだむら）は茨城県東茨城郡にかつて存在した村である。

## 地理
- 現在の水戸市の西〜中部に位置する。
- 村域はほとんど台地になっている。

## 歴史

### 村域の変遷
- 1889年（明治22年）4月1日 - 町村制施行により、中丸村・赤塚村・萱場新田・河和田村が合併し東茨城郡河和田村が発足。
- 1952年（昭和27年）4月1日 - 赤塚・河和田の一部が水戸市に編入。
- 1955年（昭和30年）4月1日 - 市町村合併により消滅。
  - 赤塚の残部は渡里村・吉田村・酒門村（若宮を除く）・上大野村・那珂郡柳河村とともに水戸市に編入。
  - その他の地域は上中妻村・山根村の一部（飯富を除く）と合併し赤塚村が発足。
- 1958年（昭和33年）4月1日 - 赤塚村が水戸市に編入され、消滅。

変遷表
| 1868年 以前 | 1868年 以前 | 明治22年 4月1日 | 昭和27年 4月1日 | 昭和30年 4月1日 | 昭和33年 4月1日 | 現在   |
| ----------- | ----------- | --------------- | --------------- | --------------- | --------------- | ------ |
|             | 赤塚村      | 河和田村        | 河和田村        | 水戸市 に編入   | 水戸市          | 水戸市 |
|             | 赤塚村      | 河和田村        | 水戸市 に編入   | 水戸市          | 水戸市          | 水戸市 |
|             | 河和田村    | 河和田村        | 水戸市 に編入   | 水戸市          | 水戸市          | 水戸市 |
|             | 河和田村    | 河和田村        | 赤塚村          | 水戸市 に編入   |                 | 水戸市 |
|             | 河和田村    | 河和田村        | 赤塚村          | 水戸市 に編入   | 中丸村          | 水戸市 |
|             | 河和田村    | 河和田村        | 赤塚村          | 水戸市 に編入   | 萱場新田        | 水戸市 |

## 大字
- 中丸（なかまる）
- 赤塚（あかつか）
- 萱場新田（かやばしんでん）
- 河和田（かわわだ）

## 人口・世帯

### 人口
総数 [単位： 人]
| 1891年（明治24年） | 1,977 |
| 1920年（大正 9年） | 2,911 |
| 1935年（昭和10年） | 3,365 |
| 1950年（昭和25年） | 5,168 |

### 世帯
総数 [単位： 世帯]
| 1920年（大正 9年） | 503 |
| 1935年（昭和10年） | 656 |
| 1950年（昭和25年） | 956 |

## 交通

### 鉄道
- 日本国有鉄道（ → 東日本旅客鉄道）
  - ■常磐線
    - 赤塚駅
- 茨城交通
  - 茨城線（1971年2月11日に廃止）
    - 赤塚駅

### 道路
- 二級国道
  - 国道122号（ → 国道50号）